# Cahokia
Cahokia (beremo kot kə'hoʊki.ə) je današnje ime za srednjeveško arheološko najdišče, kjer je med 11. in 13. stoletjem stalo največje gospodarsko, trgovsko in upravno središče verjetno vodilnega indijanskega poglavarstva Misisipijske kulture. Misisipijska Cahokia se je nahajala na strateško pomembni legi ob sotočju rek Missouri in Mississippi v bližini današnjega mesta St. Louis, Missouri, in v soseščini Kulture gomilnih upodobitev, ki je predstavljala vez med Hopewellsko in Missipijsko kulturo, po reki Mississippi pa so se lahko spustili tudi proti Mehiškemu zalivu. Predvsem iz tega centra se je vpliv Misisipijske kulture širil na vzhod v porečje reke Ohio, na severozahod na območje Kulture gomilnih upodobitev, na jugovzhod med Muskoke, na jug med Natcheze in na jugozahod med Kadoance. Cahokia velja za največje indijansko mesto, ki se je razvilo na območju Severne Amerike. 

## Nastanek in razvoj mesta
Prvotna naselbina se je pojavila že v 7. stoletju in je postala izhodišče za oblikovanje in širjenje Misisipijske kulture. Za razliko od kultur Gozdnega obdobja so Misisipijci kot prevladujoč gospodarski model prevzeli preprosto motično poljedelstvo. Hkrati so obnovili tudi trgovino na velike razdalje, ki je bila značilna že za Adensko in Hopewelllsko kulturo, kar je povzročilo tudi razmah obrtništva. Trgovina, poljedelstvo in obrtništvo so podlage, ki so omogočile razvoj naselbine. Arheološko lahko razvoj Cahokie razdelimo v tri faze : 
- Obdobje I (700-900 ali do 950), za katero je značilno postopno oblikovanje naselbine
- Obdobje II (900-1300 ali 950-1300), ko se razvije mesto:
  - IIa (900-1000 ali 950-1050) hitro naraščanje prebivalstva zaradi prevlade kmetovanja okrog 900 n.š. [3].
  - IIb (1000-1100 ali 1050-1150): populacijski, gospodarski in kulturni vrhunec naselbine
  - IIc (1100-1300 ali 1150-1250 [4]): postopni zaton
- Obdobje III (konec 13. stoletja ali 14. stoletje in do 15. stoletja): nagel propad

Cahokia je bila središče, od koder se je najbolj intenzivno razširjal vpliv Misisipijske kulture. Mesto je presenetljivo hitro zatonilo in je bilo nekje v letih med 1250 in 1300 že skoraj opuščeno. Nič ne kaže na uničenje v vojni, možno je, da je bilo mesto prizadeto zaradi podnebnih sprememb, izčrpanosti plodne zemlje in populacijskih pritiskov. Propad Cahokije je bil verjetno povezan z naglim zatonom Misisipijske kulture v 14. in 15. stoletju.

## Značilnosti mesta
Svoj vrhunec je Cahokia dosegla okrog leta 1100. Tedaj se je s svojo okolico raztezala na približno 13 kvadratnih kilometrih  in je najverjetneje štela do 20.000 prebivalcev . Stare ocene števila prebivalcev so se gibale okrog številke 30.000, maksimalne pa od 30.000 do 60.000, kar bi pomenilo, da je bilo mesto večje celo od majevskega središča Tikal. Kasneje so ocene o številčnosti raziskovalci pričeli popravljati navzdol, celo pod številko 10.000 . Današnje minimalne ocene so narejene na vrednotenju potrebe po delovni sili za gradbena dela, maksimalne do 30.000 pa na podlagi števila stanovanjskih zgradb. V vsakem primeru je bila Cahokia največja kamenodobna naselbina na tleh Severne Amerike. 
Cahokijci so gradili s slamo krite hiše, osrednji del mesta je bil okrog 1200 n.š. ograjen z ogrado iz hlodovine , v ostalih pogledih pa je nanje vplival srednjeameriški kulturni slog tempeljskih terasastih piramid in osrednjih trgov  Na vrhu piramid so bili postavljeni templji in bivališča elite, iz vrha piramid so vodili tudi verske obrede. V mestu je bilo postavljenih 120 obrednih gomil iz nanosov zemlje , v samem središču pa je stala ogromna tempeljska piramidna gomila iz nanosov zemlje, ki se je ohranila do današnjih dni in danes nosi ime Monk's Mound. To piramido so pričeli graditi v 10. stoletju, končno podobo pa je dobila v 13. stoletju . Njene dimenzije so 316 metrov dolžino, 241 metrov širine, 30 metrov v višine . Prostornina meri vsaj 600.000 m3 in je tretja največja piramida v vsej Ameriki, obenem pa ena največjih, kar so jih zgradila predzgodovinska ljudstva . Ta piramidna struktura ima večji tloris od Keopsove piramide. 

## Življenje Cahokijcev
Cahokijska družba je bila še vedno utemeljena na matrilinearni rodovno-plemenski ureditvi, a je bila že deljena v družbene razrede, kar je razvidno iz sposobnosti za organiziranje javnih del pri gradnji gomil in iz grobnih pridatkov in iz števila žrtvovanih ljudi na čast umrlemu . V verskem pogledu je izstopalo čaščenje božanskega Sonca . Mestni obrtniki so v Cahokiji izdelovali kože, koralde, bakreno okrasje, leseno in kamnito orodje. Na čelu mesta je stal teokratski vladar, ki je vladal tudi širši okolici . Kot kaže, pa je bila stopnja razslojenosti manjša kot so sprva predvidevali. 